# Globe Life Field
Globe Life Field, är en basebollarena i Arlington i Texas i USA. Arenan är hemmaarena för Texas Rangers som spelar i American League, en av de två ligorna i Major League Baseball (MLB). 
Arenan ersatte Rangers tidigare hemmaarena Globe Life Park där de spelade 1994-2019 och ligger i samma område, även AT&T Stadium som är hemmaplan för Dallas Cowboys i National Football League ligger i samma område. En av huvudanledningarna till att bygga en ny arena igen var att det saknades tak över hela arenan, under sommarmånaderna uppstod ofta väldigt höga temperaturer som gjorde det obekvämt för åskådarna då det fanns väldigt få platser i skuggan. När en ny arena planerades valde man därför en design med ett tak som går att öppna och stänga beroende på vädret.
Rättigheterna till namnet på arenan tillhör försäkringsbolaget Globe Life som tidigare också hade namnrättigheterna till den tidigare hemmaarenan (Globe Life Park). När Rangers byggde en ny arena valde Globe Life att förlänga avtalet som sponsor för arenanamnet till 2048.
Tanken var att arenan skulle öppna vid våren 2020 vid starten av MLB-säsongen. På grund av COVID-19 pandemin var detta dock inte möjligt då säsongen tillfälligt fick skjutas upp och startade inte före slutet av juli senare samma år. På grund av pandemin tilläts inte någon publik i någon arena i MLB under grundspelet och därmed fick Rangers spela hela sin första säsong i arenan utan en enda åskådare. När säsongen sen gick till slutspel var Globe Life Field en av fyra arenor MLB valde ut där de tre sista slutspelsomgångarna skulle spelas i en mer kontrollerad miljö för lagen och därmed minska smittorisken. Globe Life Field utsågs dessutom som värd för World Series, finalen för MLB-säsongen och blev den första arenan sen 1944 där samtliga matcher i serien spelades på en och samma plats. Serien spelades i bäst av sju matcher mellan Los Angeles Dodgers och Tampa Bay Rays där Dodgers gick segrande med 4–2 i matcher.

Globe Life Field planstorlek